# Carlsbad
 Ikke at forveksle med Karlsbad og Carlsbad (Californien).
Carlsbad er en by i den sydøstlige del af den amerikanske delstat New Mexico med et areal af 73,6 km² og en befolkning som løber op på ca 26.100 indbyggere (2010). Carlsbad er administrativ hovedstad (county Seat) i Eddy County.
Ved Carlsbad findes nationalparken Carlsbad Caverns National Park med 118 grotter fra permperioden . Den tilhører Unescos verdensarv. Byen er beliggende i Eddy County, ca 100 km vest for og ca 45 km nord for grænsen mod delstaten Texas , samt ca 450 km sydøst for hovedstaden Santa Fe.
Snowboardkøreren Shaun White (vandt OL i halfpipe i 2006) bor nu i Carlsbad.
Ca 2 procent af befolkningen i byen er afroamerikanere. Af befolkningen lever ca 16 procent under fattigdomsgrænsen.